# 小行星12456
小行星12456（12456 Genichiaraki）是一颗绕太阳运转的小行星，为主小行星带小行星。该小行星于1997年1月发现，以日本天文學家，IRAS—荒貴—阿爾科克彗星的其中一位發現者荒貴源一命名。

## 轨道参数
小行星12456的轨道半长轴为370 070 038 km（2.4737302 UA），离心率为0.083。